# Laurent Robuschi
Laurent Robuschi (ur. 5 października 1935 w Nicei) - były francuski piłkarz występujący na pozycji napastnika.
W latach 1962–1966 rozegrał 5 meczów w reprezentacji Francji. Był rezerwowym graczem na Mistrzostwach Świata 1966.